# Bobby Dodd greift ein
Bobby Dodd greift ein ist ein deutscher Spielfilm des ungarischen Regisseurs Géza von Cziffra aus dem Jahr 1959 in Schwarz-Weiß. Das Drehbuch verfasste Curt J. Braun. In der Bundesrepublik Deutschland kam der Film das erste Mal am 23. Juli 1959 in die Kinos. Die Premiere fand im Beisein des Hauptdarstellers Walter Giller im Hamburger City-Theater statt.

## Handlung
Bobby Dodd konnte schon in vielen Berufen Erfahrung sammeln. Zuletzt war er als Privatdetektiv auf Peter Voss, den „Millionendieb“, angesetzt, um ihm die nicht vorhandenen Millionen abzujagen. Aber wie bei seinen früheren Tätigkeiten war auch hier sein Bemühen zum Scheitern verurteilt. Jetzt versucht er es wieder in seinem ursprünglichen Artistenberuf. Sein Agent konnte ihn als Messerwerfer in einem zwielichtigen Lokal auf der Hamburger Reeperbahn unterbringen. Es dauert jedoch nicht lange, bis Bobby mit seinem Chef in Streit gerät. Zwangsläufig ist er es, der den Kürzeren zieht und seinen Job wieder los ist. Da kommt ihm das Angebot des Waffenhändlers Sydow gerade recht. Weil ihm Bobby zum Verwechseln ähnlich sieht, soll der ihn in seinem Ferienhaus in Portugal „vertreten“, solange sich Sydow inkognito auf einer „Geschäftsreise“ befindet. Nachdem Bobby erfahren hat, dass ihn Sydows reizende Sekretärin Marianne Vidal begleiten werde, freundet er sich schnell mit seiner neuen Tätigkeit an.
Kaum ist Bobby im Ferienhaus angekommen, erhält er Besuch von „seiner“ Nichte Lilly, die mal wieder in Geldnöten steckt. Diese entlarvt bald den Schwindel und sorgt dafür, dass Dodd von der Polizei verhaftet und ins Gefängnis gesteckt wird. Um das Missverständnis aufzuklären, gibt Bobby den echten Sydow als seinen Kronzeugen an. Der ist auch bald gefunden, kann aber nichts mehr sagen, weil er von seinen „Geschäftspartnern“ liquidiert wurde. Alle Umstände deuten darauf hin, dass Bobby als Mörder in Betracht kommt. Weil aber die Polizei seinen Unschuldsbeteuerungen nicht glaubt, muss er selbst die Täter überführen und seine Unschuld beweisen. Auf nicht ganz legale Weise erreicht er, dass er das Gefängnis verlassen kann. Gleich macht er sich auf die Suche nach den wahren Schuldigen. Seine Recherchen führen ihn nicht nur durch verruchte Hafenspelunken, sondern auch zum Zirkus, auf Luxusjachten und auf Flughäfen. Schließlich kommt es zu einer wilden Prügelei mit einem Trio dunkler „Ehrenmänner“, die er bald als Sydows Mörder der Polizei übergeben kann. Jetzt hat Bobby reichlich Zeit, sich um dessen arbeitslos gewordene Sekretärin Marianne zu kümmern.

## Musik
Komponist der Filmmusik war Michael Jary. Sie spielt in dem Film eine wesentliche Rolle. Die deutsche Schlagersängerin Christa Williams singt u. a. das Lied Im ‚blauen Pony‘, das wie folgt beginnt:
Im ‚blauen Pony‘

da träumt der Jonny,

dass er mal wieder zu Hause wär‘.

Er träumt von Sonny

im ‚blauen Pony‘.

Denn seine Sonny liebt er so sehr.
Der Text stammt von Hans Bradtke.

## Kritik
„Verkrachter Privatdetektiv gerät in die Falle eines Verbrechertrios; spielend setzt er seine Gegner matt. Eine streckenweise amüsante Kriminalgroteske.“

Das Hamburger Abendblatt sah in der Produktion eine sommerlich „leichte Filmkost“. Hauptdarsteller Giller habe es nicht schwer gehabt, mit seinen Gags Lacherfolge zu erzielen und konstatierte dem Film „Spannung und Heiterkeit“.

## Trivia
- Bei dem leicht futuristisch aussehenden Doppeldecker handelt es sich um das Kurzstrecken-Passagierflugzeug De Havilland DH Dragon, das in zwei Versionen von 1932 bis 1946 produziert wurde.
- Die Figur des Bobby Dodd – jedes Mal gespielt von Walter Giller – kommt auch in den Filmen Peter Voss, der Millionendieb aus dem Jahr 1958 und Peter Voss, der Held des Tages vom folgenden Jahr vor.
- Zeitgenössischer Hintergrund der Filmhandlung sind die Anschläge der Roten Hand auf die Waffenhändler Otto Schlüter und Georg Puchert, um den Waffenhandel im Algerienkrieg zu unterbinden.

## Kino-Einspielergebnis
Mit rund 2,3 Millionen verkaufter Kinotickets war er im Sommer 1959 ein Filmerfolg.

## Quelle
- Programm zum Film: Das neue Film-Programm, Nr. 4493